# ブルーシート

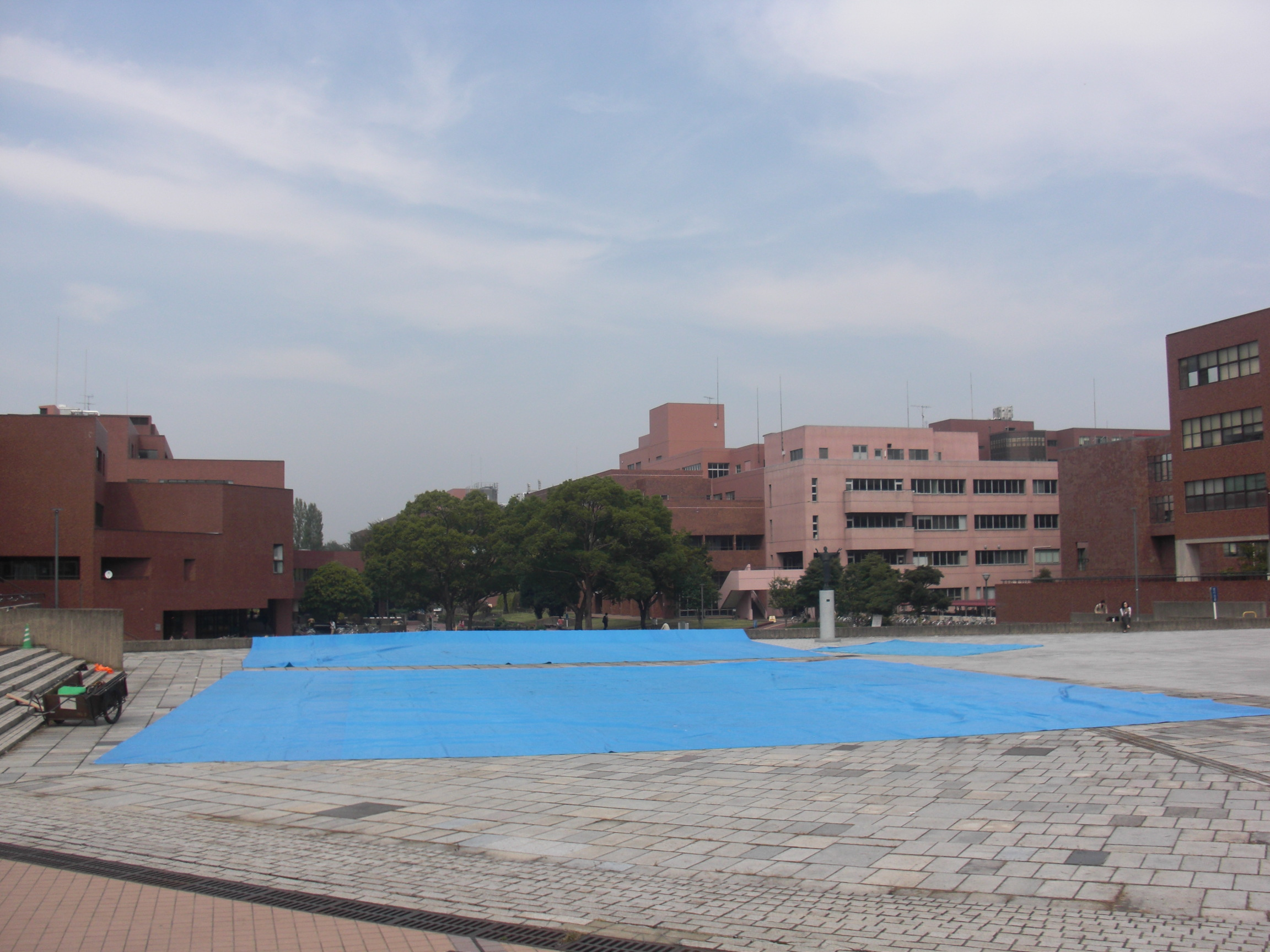
ブルーシート

ブルーシートとは、ポリエチレンなどの合成樹脂製のシートのこと。ほとんどの汎用品は青色であることから、この呼び名が一般化した。ただし、これはいわゆる和製英語となり、英語ではポリエチレンターポリン（Polyethylene tarpaulin）または略称であるポリタープ（polytarp）と呼ばれる。

## 概要

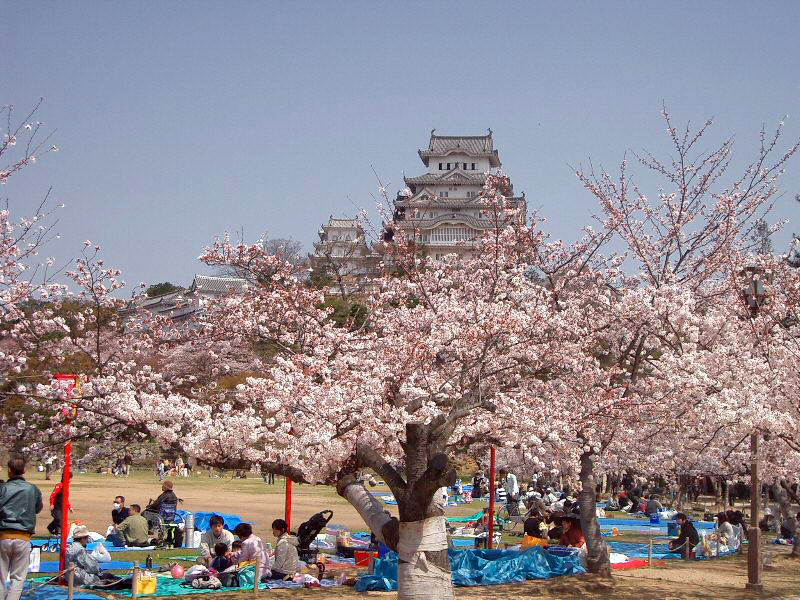
花見

元々は建築、土木工事一般の工事現場で用いていた資材の一つである。工事現場の周囲を囲って埃の飛散を防いだり、乾燥中のコンクリートが雨風に曝されないようにするため、建築中やリフォームなどでまだ屋根の防水が終わっていなかったり、部分的に屋根を剥がした建物の屋根代わりに、あるいは既に内装が済んでいる建物内で床などを汚れから守るためなど、様々な用途に用いられている。
サイズはメートル法の単位ではなく一間（約1.8m）もしくは半間（約0.9m）単位で規格されているものが多い。
ポリエステル系統の合成繊維を合成樹脂製フィルムで挟んだ構造をしており、引っ張りに強く裂け難い。ロール状になったシートもあるが、汎用の製品では各辺が補強されており、更に製品によっては四隅に金属（アルミニウム）製の補強が入った穴（鳩目）があけられているものも見られ、この穴に紐を通して結わえ付けたり、あるいは金属棒の杭を打ち込んで地面に固定するなど、様々な使い方がある。
不透水性をもち、また耐候性が高く、折り畳めば軽くて場所を取らずに収納できることや、安価で丈夫なことなどから汎用性は高い。複数を使うことで広い面積を覆うことに適する。
こういった特徴から、工事用以外にもアウトドアキャンプ用や花見用などで地面に座るためのござの代用品、あるいはそのござの下に敷いて地面からの湿気を防ぐために一般家庭用としても広まった。また手軽で安価、耐候性の高いことから路上生活者の仮設住居の材料として常用されている。熱には弱く「防炎シート」と明記されているものを除き耐火性はない。
ブルーシートの大手メーカー萩原工業の場合、1964年にポリエチレン・フラットヤーンの防水加工を開発し、翌1965年に「万能シート」として発売した。それまでは、オレンジ色のものが主流で「オレンジシート」とも呼ばれていた。しかし1965年ごろ「オレンジ色の顔料に有害物質が含まれている」という噂が流れ、このため青色が用いられた。青色であった理由は「空や海の色に近い」「青色の顔料が一番安かった」など諸説あるが、「さわやかな色」という説が有力視されている。
米国ではカラーコードによって強度と厚みが共通化されており
| 色            | 名称                     | 厚さ         |
| ------------- | ------------------------ | ------------ |
| 青            | ライト・デューティ       | 0.13-0.15 mm |
| 黄色/オレンジ | ミディアム・デューティ   | 0.18-0.20 mm |
| 緑            | ミディアム・デューティ   | 0.23-0.25 mm |
| シルバー      | ヘビーデューティ         | 0.28-0.30 mm |
| 茶            | スーパーヘビーデューティ | 0.41 mm      |

一般に使用されるタープは（業務用＆個人用）圧倒的にライトデューティの青が多い。 
ただし、全ての製造元がこのカラーコードに準じているわけではなく、ライト・デューティの厚みしか無いのに緑色で販売しているようなメーカーもある。特に防水加工を施した布製のタープなどはこのカラーコードには準じていない製品が多い。

### 災害対策用品
阪神・淡路大震災では、避難所の設営、破壊された屋根の雨漏り対策などに使われ、防災グッズとしての利点も見いだされたことから、対策の備蓄品として防災倉庫にストックする自治体も増えた。
また、台風・突風などで屋根が破損した際の応急処置的にも利用されるが、平時には自治会レベルでストックされているブルーシートなどは自治会の催し物でも利用されていたりもする。

## その他
ホームセンターなどで売られている汎用品は、運びやすさを考慮して薄手・軽量のものが多いが、工事用のシートでは数年間の使用に耐えられるよう、耐紫外線加工を施したものや、厚手のシートも存在する。また機能性シートとブルーシートの境界にあるような製品では、難燃剤を添加するなどして防炎機能を持たせたシート、建築現場周辺を囲うためなどに風が抜けるスリットを加えたシート、遮光性を高め断熱性を持たせるため金属フィルムをラミネート加工したシートなども存在する。
不透明であることにより、いわゆる「目隠し」に使われることも多い。犯罪容疑者の移送時、移送車両の乗降に際して建物と車両の間の目隠しや、事件現場捜査時の目隠しなどに使われる。殺人事件の現場や、鉄道人身事故などでも、乗客やマスコミが映した画像に対して視聴者に凄惨な事故現場を見せないようにとの配慮から用いられることもある。